# Fair Isle
Fair Isle (vom altnordischen friðar-øy) ist eine Insel, die zum schottischen Shetland gehört.

## Lage
Fair Isle liegt etwa 90 km südlich von Lerwick (Shetland) – von der Südküste von Mainland bei Sumburgh sind es 37 km – und 95 km nordöstlich von Kirkwall (Orkney) entfernt. Verbindungen mit der Fähre (drei pro Woche) und vom Fair Isle Airport mit dem Flugzeug (vier pro Woche) sind vorhanden, aber stark wetterabhängig. 2024 betrug die Besucherzahl etwa 1.200 Personen.
Die auch als „Insel der Vögel und Pullover“ bezeichnete Fair Isle erstreckt sich etwa 5 km in Nord-Süd- und 2,5 km in Ost-West-Richtung. Sie hat eine Fläche von etwa 8 km² und erreicht im Norden eine Höhe von 217 m über dem Meer.
Abgesehen von zwei Anlegestellen für die Fähren ist die felsige Küste steil abfallend und weist zahlreiche gefährliche Kliffs und Untiefen auf, so dass zur Sicherung der Schifffahrt im Norden und im Süden der Insel Leuchttürme aus Old-Red-Sandstein errichtet wurden.
Fair Isle war mindestens seit der Bronzezeit besiedelt, wovon Reste vorchristlicher Bebauung zeugen. Darunter das eisenzeitliche Landberg, ein Promontory Fort. Fair Isle ist als Station für Zugvögel bedeutsam und verfügt über eine Vogelwarte; seltene sibirische Sperlingsvögel wie Stelzen und Schwirle (darunter Streifenschwirle) können auf der Insel beobachtet werden.
Der National Trust for Scotland erwarb 1954 die Insel vom damaligen Besitzer George Waterston, einem dort lebenden Schreibwarenhändler, Ornithologen und Naturschützer.
Seit 1948 betreibt die Stiftung Fair Isle Bird Observatory Trust (FIBOT) das dortige Vogelbeobachtungszentrum. Das Gebäude selbst und ein kleines Grundstück gehören der Stiftung.
2011 lebten auf der Insel 68 Einwohner. Haupterwerbszweige sind die Fischerei, die Landwirtschaft und die Herstellung von Strickpullovern, für die die Insel berühmt ist. Daneben stehen den beständig anreisenden Ornithologen einige Gästebetten zur Verfügung. Bis 2001 wurde die Zeitung Fair Isle Times herausgegeben.

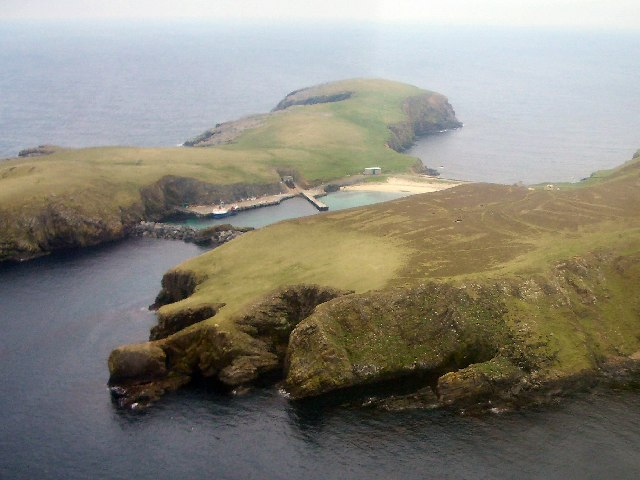
Nordhafen
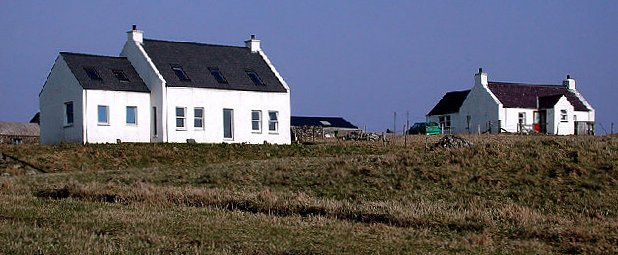
Pullover-Manufakturen